# Charly B
 (octobre 2023).
La mise en forme du texte ne suit pas les recommandations de Wikipédia : il faut le « wikifier ».
Les points d'amélioration suivants sont les cas les plus fréquents. Le détail des points à revoir est peut-être précisé sur la page de discussion.
- Les titres sont pré-formatés par le logiciel. Ils ne sont ni en capitales, ni en gras.
- Le texte ne doit pas être écrit en capitales (les noms de famille non plus), ni en gras, ni en italique, ni en « petit »…
- Le gras n'est utilisé que pour surligner le titre de l'article dans l'introduction, une seule fois.
- L'italique est rarement utilisé : mots en langue étrangère, titres d'œuvres, noms de bateaux, etc.
- Les citations ne sont pas en italique mais en corps de texte normal. Elles sont entourées par des guillemets français : « et ».
- Les listes à puces sont à éviter, des paragraphes rédigés étant largement préférés. Les tableaux sont à réserver à la présentation de données structurées (résultats, etc.).
- Les appels de note de bas de page (petits chiffres en exposant, introduits par l'outil «  Source ») sont à placer entre la fin de phrase et le point final[comme ça].
- Les liens internes (vers d'autres articles de Wikipédia) sont à choisir avec parcimonie. Créez des liens vers des articles approfondissant le sujet. Les termes génériques sans rapport avec le sujet sont à éviter, ainsi que les répétitions de liens vers un même terme.
- Les liens externes sont à placer uniquement dans une section « Liens externes », à la fin de l'article. Ces liens sont à choisir avec parcimonie suivant les règles définies. Si un lien sert de source à l'article, son insertion dans le texte est à faire par les notes de bas de page.
- La présentation des références doit suivre les conventions bibliographiques. Il est recommandé d'utiliser les modèles {{Ouvrage}}, {{Chapitre}}, {{Article}}, {{Lien web}} et/ou {{Bibliographie}}. Le mode d'édition visuel peut mettre en forme automatiquement les références.
- Insérer une infobox (cadre d'informations à droite) n'est pas obligatoire pour parachever la mise en page.

Pour une aide détaillée, merci de consulter Aide:Wikification.
Si vous pensez que ces points ont été résolus, vous pouvez retirer ce bandeau et améliorer la mise en forme d'un autre article.
Ne doit pas être confondu avec Charly Black.
Charly B, de son vrai nom Charles Blanvillain, est un auteur-compositeur-interprète reggae français se produisant internationalement.

## Biographie

### Début
Né à Rome, il est d'origine française, allemande et arménienne. Il découvre le reggae quand à 15 ans il passe une année scolaire à l'IONA High School en Jamaïque dans une famille d'accueil.
Par la suite, il étudie les techniques du son à la School of Recording Arts, au Canada et à la Sound and Audio Engineering School à Genève.
Il commence à s'intéresser au reggae très jeune, dès l'âge de 15 ans, il compose sa première chanson Move.
Ses études musicales au Canada, ses longs séjours en Jamaïque, le temps passé en France, et ses participations à des tournées internationales forment le fondement de sa vision artistique.
Il s'est produit avec des légendes du dancehall tels que Capleton, Kiprich, De Marco et Anthony B.

### Carrière
En 2002, à 21 ans, il remporte le premier prix du meilleur singjay de Genève,. En 2003, il écrit une chanson pour le film Destination Jamaica de George Tait (Jungle George),.
En 2004, sa chanson "My Queen" paraît dans le DVD qui accompagne le magazine autrichien de surfers Methodmag, publié à 60 000 exemplaires.
En 2005 il remporte le premier prix du meilleur singjay de Suisse organisé par Giddeon Productions, ; Il ne peut hélas alors pas profiter de la récompense (concert sur la scène principale du Rototom Sunsplash Festival 2005) qui se tient alors en Italie, car il est attendu en Jamaïque cet été-là, et cède donc sa place au 2e du concours, Elijah.
En 2007, Eliane Dambre des Ateliers du Funambule parrainés par Michel Fugain, situés à Nyon, décide de présenter sa candidature à l'Eurovision Suisse 2007. il est en lice contre DJ Bobo pour représenter la Suisse, mais sa candidature est un peu trop tardive pour être retenue.
Plus récemment son titre My Sound gagne en 2009 le prix de la meilleure chanson reggae au concours organisé par Reggae Europe.
Son répertoire SACEM compte des centaines de titres dont il est l'auteur compositeur (musique et paroles), en français, anglais et patois jamaïcain. En février 2013, il termine sur les marches du podium des Victoires du Reggae 2013 dans la catégorie "Révélation de l'année".
Le journal jamaicain "Jamaican Observer" lui consacre un bel article en février 2013 .
En juin 2013, au cours de la finale à Paris, il gagne le Prix du Public  et du meilleur auteur-compositeur dans le concours Zicmeup organisé par Zicmeup/The Voice.
En 2015, il se rapproche d'un label jamaicain, TMMG, et signe un contrat de distribution avec VPal. JOURNEY OF LIFE, album né de la collaboration entre TMMG et Charly B sortira fin 2017-début 2018.

### Les studios en Jamaïque
2009-2015
En été 2009, après avoir gagné un concours organisé par Reggae Europe avec sa chanson "My Sound", ces derniers lui offrent des enregistrements et des videos aux studios Geejam en Jamaïque.  A cette occasion il fait la rencontre de nombreux artistes.  C'est dans ces studios qu'il enregistre l'album "Forever".
En été 2015, il enregistre avec TMMG un nouvel album, qui sortira fin 2017.

### Rencontres, tournées et invitations internationales
Entre 2009 et 2015, Charly B fait de nombreuses rencontres d'artistes, les Jolly Boys, Alborosie, le Shengen Clan, Agent Sasco (Assassin), Chronixx, 2Chainz, Mystic Davis (Aidonia) et de nombreux autres. Il est invité à se produire et à tourner en Espagne, en Allemagne, au Canada et au Vietnam (entre autres le Cama Festival).
Durant cette période, il tourne aussi en Jamaïque plusieurs videos, dont Ooh No (2009), The Way you wine (2009), Forever (2010), Everything OK (2012), Gypsy (2013), Prophecies Untold (2015) et Nah Give Up (2016).

## Tournée internationale au Viet-nam
Tournée au Viet-Nam en mai 2010, Hanoï et Ho Chi Minh Ville,,,(interview Cama Festival télé Hanoï)

## Discographie

### Albums
- 2000 : Chu-chu Stylordz Production - Canada
- 2001 : Move Stylordz Production - Canada
- 2002 : Vengence to God Ladies Party
- 2003 : My Queen Pow Pow records - MethodMag - Europe
- 2004 : Album Reality Redhemption Production
- 2004 : Album More Reality Redhemption Production
- 2005 : Album Thugz Style Severely III Production, La plus belle femme (Video clip on TVM3)
- 2006 : Album Family Affair Redhemption Production, Plusieurs titres dans l'album Hemp Higher Sound
- 2007 : Album International Ting - Charly B and the Official Band
- 2008 : Album Zulu Nation Stylordz Production - Canada (Amazon.com an E-music.com)
- 2009 : Plusieurs titres dans l'album Redhemption Sound fi All Africans
- 2010 : Album  Tomorrow is just another day (Avec Henry P.).
- 2012 : Album  Forever" French Édition (sorti le 29 octobre 2012)
- 2015:  Single Prophecies Untold (VPal Music)
- 2016:  Singles Eyes dem red et Nah Give Up (VPal Music)
- 2017:  Single One Phone Call (VPal Music)
- fin 2017-début 2018 - sortie de l'album : JOURNEY OF LIFE
- 2021 : Album « MULTIPLICITY « (diggers factory)

### Singles
- Forever : 2024
-Rock and come in
-Le rêveur
- The dreamer
- Prophecies Untold
- Eyes dem Red 
- One Phone Call 
et d'autres ...

## Vidéo clips
- Chu-chu - tournée au Canada
- La plus belle femme - tournée à Nyon, Suisse
- On s'empare de la party - tournée avec La Dixion en Suisse
- The way you wine- tournée à Port Antonio en Jamaïque par les studios Geejam
- Ooh No - tournée à Toronto au Canada
- Deux vidéos documentaires - tournées à Port Antonio en Jamaïque
- Vidéo documentaire - tournée à New York nov. 2009 à l'occasion de l'anniversaire de Zulu Nation
- Vidéo de l'interview radio à Toronto, Canada
- Forever - tournée à Port Antonio en Jamaïque en nov. 2010.
- Video du concert ROTOTOM Sunsplash en août 2010
- Everything OK - tournée à Port Antonio en Jamaïque, 2012
- Gipsy - tournée à Trident Castle en Jamaïque, 2013
- "Prophecies untold" tournée à Kingston, 2015
- "Nah Give Up" tourné à Blue Mountain, Jamaïque, 2016

## Émission télévision
- "Spécial Charly B" sur TVM3 dans l'émission TRIBBU animée par Philippe Morax (diffusée le 1er novembre 2005 de 18h à 19h30).

## Shows
- Eté 2003 - Sunrise Festival de Bagnols-sur-Ceze (France)
- 7.1.2005 - Stade de Sembrancher (Suisse)
- 10.2.2005 - L'hacienda, Chambéry (France)
- 3.3.2005 - Le Safari Bar - Chamonix (France)
- 22.4.2005 - No'Limit - Courchevel (France)
- 13.5.2005 Le matin bleu, Annecy (France)
- 4.6.2005 - Salzhaus - Winterthur(Suisse) - Singjay Contest 2005
- 10.6.2005 - Schiffbau, Zurich (Suisse)
- 14-20 novembre 2005 -Palexpo foire de Genève (Suisse) (première partie de Michel Fugain)[14]
- 15.6.2005 - Reggae Radio Zurich (Suisse) - Radio show - final - swiss singjay contest
- 27.8.2005 - Turatznurg - Zollikon (Suisse)
- 9.9.2005 - Flon Jugendkulturraum - Saint-Gall (Suisse)
- 10.9.2005 - Salle du Séminaire - Porrentruy (Suisse)
- 21.9.2005 - Doors 72 - Bienne (Suisse)
- 18.11.2005 - Bist'rock café, Genève (Suisse)
- 25.1.2006 - L'auberge du télé - Contamines Montjoie (France)
- 7.1.2006 - Gaskessel - La Coupole - Bienne (Suisse)
- 25.1.2006 - Contamines Montjoie (France)
- 18.2.2006 - Alte Kaserne, Zurich (Suisse)
- 17.3.2006 - L'arcade - Genève (Suisse)
- 6.4.2006 - Piment Rouge - Artamis, Genève (Suisse)
- 28.4.2006 - Flon Jugendkulturraum - Saint-Gall (Suisse)
- 29.4.2006 - Sputnik - Mettmenstetten (Suisse)
- 27.5.2006 - Kulturzentrum Schützi - Olten (Suisse)
- 30.9.2006 - La Coupole Bienne (Suisse)
- 20.10.2006 - Ex-Cubitano, Zurich (Suisse)
- 20.12.2006 - Le Chat noir, Genève (Suisse)
- 30.12.2006 Arcade, Genève (Suisse)
- 5.1.2007 Piment Rouge, Genève (1re partie de Yannis Odua) (Suisse)
- 6.1.2007 Cosy Bay, Lausanne (Suisse)
- 13.1.2007 KBar Genève (Suisse)
- 19.1.2007 Loft - Crans Montana (Suisse)
- 26.1.2007 - Loft, Crans Montana (Suisse)
- 2.3.2007 Thyon les Collons (VS) (Suisse)
- 9.2.2007 - Doors 72 - Bienne (Suisse)
- 22.2.2007 Matin Bleu, Annecy (France)
- 24.2.2007, Gringo Club, Villars (Suisse)
- 2.3.2007 Kbar, Genève (Suisse)
- 9 mars 2007 - Jet d'eau - Le bateau Genève (Suisse)
- 10.3.2007 Blue Moon Café, Logras, Rhône-Alpes (France)
- 24.3.2007 Stand up festival, Bühlhalle (Suisse)
- 20.4.2007 Kbar Genève (Suisse)
- 26.4.2007 Zélig, Dorigny, Lausanne (Suisse)
- 27.4.2007 Le matin Bleu, Genève (Suisse)
- Mai 2007: Concert au cours du Spectacle annuel des Ateliers du Funambule au théâtre de Terre-Sainte à Coppet (Suisse)
- 7-10 juin 2007 - Caribana Festival - Nyon (Suisse)[15],[16]
- 30.6.2007 - Piment Rouge, Genève (Suisse)
- 12.10.2007 Usine de Nyon - Nyon (Suisse)
- 7.12.2007 - Alte Kaserne, Zurich (Suisse)
- 2.2.2008 - Gaskessel - La Coupole, Bienne (Suisse)
- 16.2.2008 - Cosmos, Thyon les Collons - VS (Suisse)
- 14.6.2008 - Rote Fabrik, Zurich (Suisse)
- 16.8.2008 - Lakesplash - Seematte Twaan (Suisse)
- 15.9.2007 - Snowboard contest Tignes (France)
- 2.2.08 - Concert à Gaskessel, Berne (Suisse)
- 15.11.2008 - C.e.r.m - Martigny (Suisse)
- 21.11.08 - La Coupole de Bienne - Suisse
- 24.12.2008 - Alte Kaserne - Zurich
- 24.4.2009 Celtic Tavern, Aurillac (France)
- 8.01.09 - KAB de l'usine - Genève (Suisse)
- 9.1.09 - Bar59 - Lucerne (Suisse)
- 10.4.2009 - Regg'Ain Festival, Segny, (France)
- 27.6.2009 - Sky club - Nyon (Suisse)
- 10.10.2009 - Leipzig[17] (Allemagne)
- November 2009 - New York (États-Unis) (Anniversary Zulu Nation - Bronx) et Toronto[18]
- 12.12.09 - Bar 59 - Lucerne (Suisse)
- 19.12.2009 - Bashment - Genève (Suisse)
- 26.12.2009 - Rockinton Music Pub - Thonon-les-Bains (France)
- 27.3.2010 Les Contamines Montjoie (France)
- 1-27 mai 2010 - Tournée entre Hanoï et Ho Chi Minh ville (Viêt Nam)
- 28.5.2010 - Reggae dancehall party - Saint-Genis (France)
- 23.7.2010 - Siroco Club - Barcelone (Espagne)
- 24.8.2010 - FESTIVAL ROTOTOM SUNSPLASH 2010 à Benicassim en Espagne
- 27.11.2010 - Crystal Club, Port Antonio (Jamaïque)
- 26.2.2011 - Salle Jean-Monnet - Saint-Genis (France) avec le groupe Inout Experience de Paris
- de 2015 à maintenant: - concerts et festivals en Jamaïque et Caraïbes  voir la liste ici "Charly B (events)"
- 2022-14 juillet 2022 :”plein les watts” festival,parc navazza ,Lancy (Suisse)
- 29 juillet 2022 : première partie de DUB INC,théâtre de verdure,Nice
- du 19 juillet au 03 août 2022 : Sun Ska Tour (France )
- 5 août 2022 : Sun Ska Festival, domaine de nodris,Vertheuil(France)